# Ballade de Bonis
La Ballade, op. 27, est une œuvre de la compositrice Mel Bonis, datant de 1896.

## Composition
Mel Bonis compose sa Ballade avant 1896. Elle est ensuite publiée aux Éditions Leduc, puis rééditée en 2013 par la maison Furore. L'œuvre est dédiée à Gabrielle Monchablon.

## Analyse
La Ballade alterne une idée, reprise sous plusieurs formes et dans des tonalités différentes, avec des enchaînements de phrases très romantiques sous forme de longs traits brillants. Le dernier enchaînement amène au climax de la pièce, dans les aigus du piano et dans une tonalité de sol dièse mineur, qui contraste avec le jeu pianissimo. Cet enchaînement se termine par un crescendo, mêlant la main gauche avec un thème nouveau, qui prépare à la conclusion. Cette dernière, solennelle et majestueuse, exprime sans retenue le romantisme propre à l'époque de la compositrice. La Ballade,tout comme la Barcarolle, sont des réussites lyriques où l’impressionnisme musical est présent. Cependant, la compositrice n’est pas une épigone, puisqu'elle crée son propre univers musical.

## Édition disponibles
- Ballade, éd. Leduc, 1897 ;

- Œuvres pour piano, volume 4, pièces de concert, éd. Furore, 2004.

## Discographie
- Mel Bonis, pièces pour piano, par Lioubov Timofeïeva, Voice of Lyrics C341, 1998 (BNF 38529839)
- La Cathédrale blessée, Veerle Peeters (piano), Etcetera Records, 2010

- Myriam Barbaux-Cohen (piano) et Mel Bonis, Mémoires d'une femme, Ars Produktion, janvier 2022. (EAN 4260052383490)